# Tool (Texas)
Tool es una ciudad ubicada en el condado de Henderson en el estado estadounidense de Texas. En el Censo de 2010 tenía una población de 2240 habitantes y una densidad poblacional de 240,04 personas por km².

## Geografía
Tool se encuentra ubicada en las coordenadas 32°16′50″N 96°10′22″O / 32.28056, -96.17278. Según la Oficina del Censo de los Estados Unidos, Tool tiene una superficie total de 9.33 km², de la cual 9.3 km² corresponden a tierra firme y (0.36%) 0.03 km² es agua.

## Demografía
Según el censo de 2010, había 2240 personas residiendo en Tool. La densidad de población era de 240,04 hab./km². De los 2240 habitantes, Tool estaba compuesto por el 95.36% blancos, el 0.8% eran afroamericanos, el 0.63% eran amerindios, el 0.13% eran asiáticos, el 0.27% eran isleños del Pacífico, el 1.21% eran de otras razas y el 1.61% pertenecían a dos o más razas. Del total de la población el 5.04% eran hispanos o latinos de cualquier raza.